# Янранай (село)
Янранай - село в Чаунському районі Чукотського автономного округу Росії